# Каледонија
Каледонија (лат. Caledonia) је израз који су Римљани користили како би описали подручја сјеверно од њихове провинције Британије, односно дио Британије сјеверно од границе царства. Подручје је одговарало данашњој Шкотској, те се у каснијим вијековима користило као „пјесничко“ име за ту земљу. У њему је живио народ који су Римљани звали Каледонци.